# ژرار فیلیپ
ژرار فیلیپ (فرانسوی: Gérard Philipe‎; زاده ۴ دسامبر ۱۹۲۲ – درگذشته ۲۵ نوامبر ۱۹۵۹) هنرپیشه سینما و تئاتر اهل فرانسه بود که بین سال‌های ۱۹۴۴ تا ۱۹۵۹ در ۳۴ فیلم بازی کرد. از جمله فیلم‌هایی که در آن‌ها نقش‌آفرینی کرده می‌توان ابله (۱۹۴۶)، زیبایی‌های شب (۱۹۵۲)، فانفان لا تولیپ (۱۹۵۲) و مانورهای بزرگ (۱۹۵۵) را نام برد.